# Andrei Baciu
Pour les articles homonymes, voir Baciu.
Romică-Andrei Baciu (né le 18 septembre 1986 à Toplița, Roumanie) est un médecin et homme politique libéral roumain.

## Biographie

### Enfance et formation
Andrei Baciu est diplômé du lycée militaire d’Alba Iulia en 2005. Il obtient ensuite son diplôme à la faculté de médecine de Bucarest.

### Carrière
Il a travaillé pendant deux ans en chirurgie cardiovasculaire à Rouen, en France.
Il est le président de l’association SOS Droits des Patients, qui a lancé avec le libéral Cristian Busoi une campagne pour les droits des patients, présentée à la fois par des affiches de rue et sur diverses télévisions.
En 2019, il est secrétaire d'État au sein du Ministère de la santé.
En 2023, il démissionne de la direction du CNAS après des accusations par la Direction nationale anticorruption roumaine concernant l’achat de vaccins pendant la pandémie de Covid-19.